# Guareña (La Torre)
Guareña es un anejo del municipio de La Torre en la provincia de Ávila, Castilla y León, España. Se sitúa en el Valle del Amblés. Su altitud es de 1.160 metros sobre el nivel del mar. 
Su distancia a la capital provincial es de 28 kilómetros. Su población en el año 2010 es de 35 vecinos, de los cuales 17 eran varones y 18 eran mujeres.
| Gráfica de evolución demográfica de Guareña entre 1900 y 2023                           |
|                                                                                         |
| Fuente Instituto Nacional de Estadística de España - Elaboración Gráfica por Wikipedia. |

## Geografía

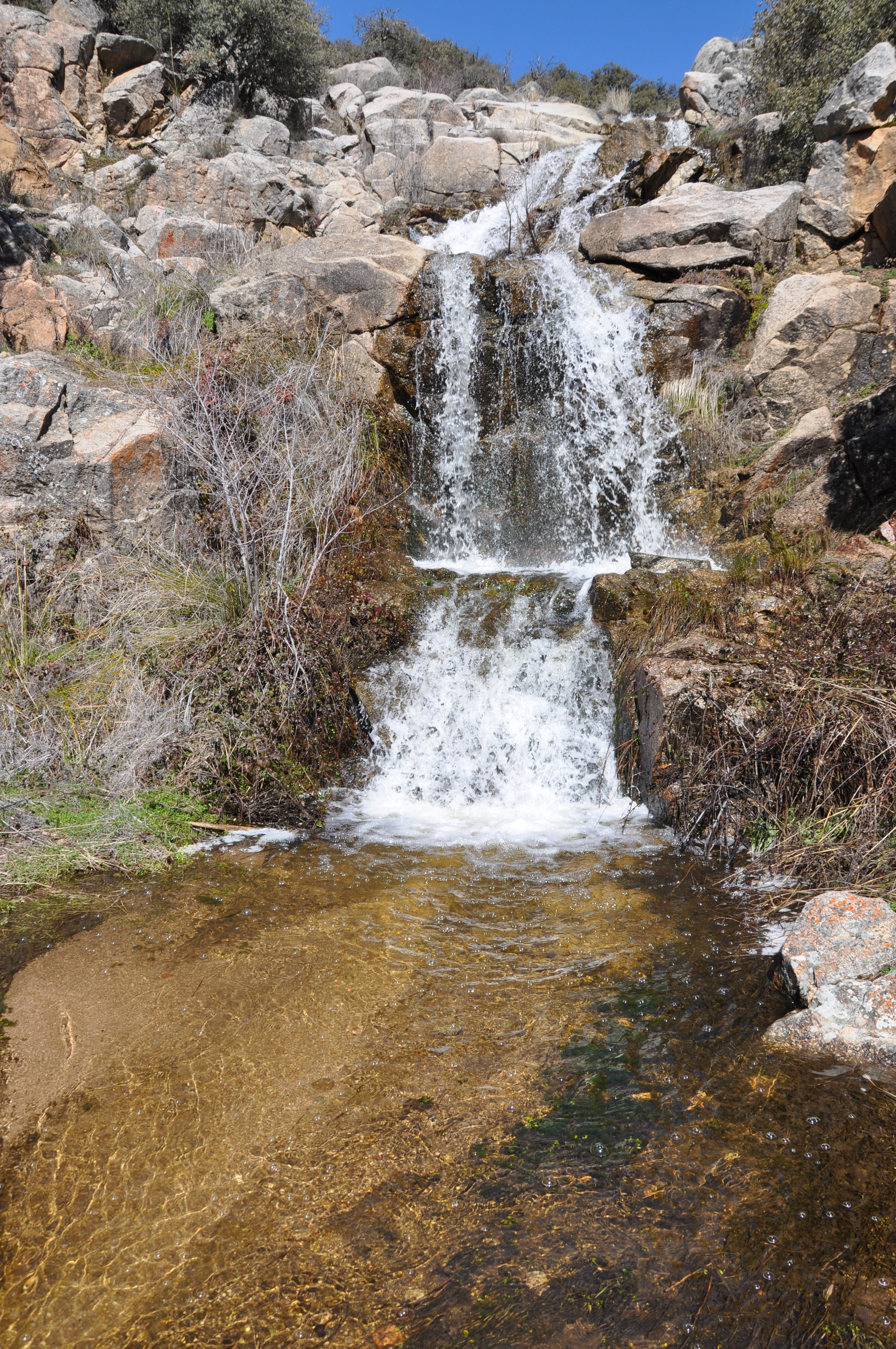
Las Chorreras

La localidad está ubicada a 2 kilómetros de La Torre, municipio, al que pertenece, en el piedemonte de la Sierra de Ávila, en la falla que delimita las dos unidades el valle y la sierra. El salto de línea de falla ha dado lugar a pequeñas cascadas, como Las Chorreras, que llevan sus aguas al río Paradillo. Enfrente  se encuentra el macizo de la Serrota, y la Sierra de la Paramera. En el entorno de la localidad predominan las encinas, que tuvieron gran valor económico en el pasado, ya que sus bellotas se utilizaban para el engorde del cerdo que luego se mataba al comienzo del invierno. Así mismo la leña de encina es aprovechada aún hoy para calentar los hogares, ya que es una leña de gran dureza y con un gran poder calorífico. El monte que rodea al pueblo tiene un gran valor ecológico. Entre la fauna salvaje se encuentran especies típicas del monte mediterráneo-continental, tales como el conejo, el jabalí, el zorro, la liebre o la paloma torcaz.
La economía del pueblo está basada en la ganadería y la agricultura. 
Destacan las grandes casas de piedra y la ermita del municipio, construida a principios del siglo XVIII, ejemplos de arquitectura popular abulense con un gran valor.
Su clima es mediterráneo continental. El periodo de lluvias es relativamente abundante, siendo en invierno también de nieve (23 días al año). Los veranos son cortos, secos y calurosos.
Las fiestas patronales tienen lugar entre finales de agosto y principios de septiembre, dedicadas a su patrona, la Virgen del Campo.